# 野火明
野火 明（のび あきら、1960年9月13日 - ）は、日本の映画監督、フォトグラファー。広島県出身。東京都中野区在住。

## 経歴
高校卒業後、カメラマンアシスタントを経て雑誌のフォトグラファーとして活動。1985年頃には週刊プレイボーイ（集英社）のスタッフカメラマンを務める。
1991年に放送されたTBS『三宅裕司のえびぞり巨匠天国』に出品するため、短編映画の制作を開始。1992年に制作した『ダイヤモンドの月』がツイ・ハークに絶賛され、1996年に『シークレットワルツ』で長編映画商業デビューを果たす。しかし、商業用映画作品はその1本にとどまった。
現在は、2013年7月から開催している「TOKYO月イチ映画祭」の主宰を務める。

## 監督作品

### 長編映画
- シークレットワルツ (1996年)
ゆうばり国際ファンタスティック映画祭1996 ヤング・ファンタスティック・グランプリ部門南俊子賞
シドニー国際映画祭1996正式出品
- 蟻が空を飛ぶ日 (2010年)
ゆうばり国際ファンタスティック映画祭2011正式参加
ひろしま映像展2011グランプリ受賞
ヒューストン国際映画祭2011金賞受賞
2013年劇場公開
2015年『TOKYO KILLERS ～蟻が空を飛ぶ日～』としてDVD発売。
- ツングースカ・バタフライ -サキとマリの物語- (2019年)
アクション女優・亜紗美の引退記念作[4]
2019年12月14日劇場公開
- 女の仕事 (2022年)
2023年10月14日劇場公開

### 短編映画
- ゾンビ・スープ (1991年)
- メタルブルー (1991年)
1992年BJシネマ大好き映像大賞準グランプリ
- ダイヤモンドの月 (1992年)
1992年ゆうばり国際冒険ファンタスティック映画祭 自主映画部門グランプリ
BJシネマ大好き映像大賞グランプリ
1995年ひろしま映像展グランプリ
- 小鳥たちのいない花園 (1992年)
ゆうばり国際ファンタスティック映画祭1993 オフシアター部門正式出品
- VIOLENCE (2014年)
オムニバス映画「フールジャパン ABC・オブ・鉄ドン」の一編

## 参加作品
- クライング フリー セックス (2018年) - 撮影監督